# Укійо-дзосі
Укійо-дзосі (яп. 浮世草子, うきよぞうし, «оповідання про побут» або «оповідання про життєву метушню») — жанр японської літератури, різновид ілюстрованих оповідань кінця 17 — початку 18 століття. Інша назва — укійо-бон (浮世本, «книги побуту»).

## Короткі відомості
Укійо-дзосі були популярними в Центральній Японії в епоху Ґенроку. Приводом, що спричинив попит на цю літературу, було видання
1682 року «Ловеласа» Іхари Сайкаку. Особливістю укійо-дзосі був їх реалістичний і розважальний характер, на відміну від схожих за формою ідеалістичних і дидактичних оповідань кана-дзосі. Головними темами жанру були еротика, військова справа, життя міщан, характери людей тощо. Найвідомішими письменниками укійо-дзосі вважаються Іхара Сайкаку (1642–1693), Нісікава Іппу (1665–1731), Нісікі Бунрю (? — ?), Едзіма Кісекі (1667–1736), Хатімондзя Дзісьо (? — 1745) та інші.